# John French Sloan
John French Sloan (født 2. august 1871 i Lock Haven, Pennsylvania, død 7. september 1951 i Hanover, New Hampshire) var en amerikansk grafiker og maler, der især er kendt for sine kunstneriske skildringer af hverdagslivet i New York City.
John Sloans stil er påvirket af europæiske kunstnere, bl.a. Vincent van Gogh, Pablo Picasso og Henri Matisse. Sloans motiver var især hentet i Greenwich Village, hvor han malede værker som McSorley's Bar, Elevated at Third Street og Wake of the Ferry. Sine sidste år tilbragte han i Gloucester, Massachusetts og Santa Fe, New Mexiko.
Sloan var medlem af kunstnersammenslutningen The Eight og senere blandt grundlæggerne af Ashcan School.

## Biografi
Sloan blev uddannet ved Pennsylvania Academy. Han begyndte som tegner for aviser og slog sig i 1905 ned i New York som illustrator og grafiker. Han blev medlem af kunstnersammenslutningen The Eight og udstillede med gruppen den i 1908. I 1917 deltog han i grundlæggelsen af Society of Independent Artist og var fremtrædende blandt oppositionen til The National Academy.
Fra 1914 udøvede han en indflydelsesrig virksomhed som lærer. Sloan er særlig kendt for sine impressionistiske skildringer af gadelivet i New York.

## Galleri
- Tegningen "After the war a medal and maybe a job", 1914.
- "South Beach Bathers", cirka 1907-1908.
- "Yeats at Petitpas", cirka 1910-1914.
- Helen at the Easel, 1947, et portræt af Sloans 2. hustru Helen Parr Sloan, Delaware Art Museum, Wilmington

## Værker i udvalg
- Dust Storm, Fifth Avenue, 1906, Metropolitan Museum, New York
- Wake of the Ferry (No. 2), 1907, The Phillips Collection, Washington
- The City from Greenwich Village, 1922, National Gallery, Washington

## Weblinks
- Wikimedia Commons har flere filer relateret til John French Sloan
- Art of the City: John Sloan A 24 page guide which includes illustration, text, and a bibliography, from the Phillips Collection, Washington, D.C. Arkiveret 12. september 2008 hos  Wayback Machine
- Artchive: John Sloan An article about the artist, plus several images of his work
- John French Sloan på artcyclopedia.com
- "John Sloan". Store norske leksikon. Hentet 25. juni 2012.